# James Dasaolu
James Dasaolu (Reino Unido, 5 de septiembre de 1987) es un atleta británico, especialista en la prueba de 4 x 100 m en la que llegó a ser campeón europeo en 2016.

## Carrera deportiva
En el Campeonato Europeo de Atletismo de 2016 ganó la medalla de oro en los relevos de 4 x 100 metros, con un tiempo de 38.17 segundos, llegando a meta por delante de Francia (plata) y Alemania (bronce), siendo sus compañeros de equipo: Adam Gemili, James Ellington y Chijindu Ujah.